# Olympia (Magritte)
Olympia es una pintura del artista belga René Magritte. Es una obra de 1948 de 60 por 80 centímetros y su valor está estimado en unos tres millones de euros. 
La pintura es una representación de la mujer de Magritte, Georgette Magritte, sentada desnuda de perfil en la hierba, sobre un paño blanco, con un fondo marítimo. Tiene las piernas un poco replegadas, pues sostiene sobre el estómago una Caracola. Esta concha, atributo de Venus Anadiomena, simboliza la fertilidad y evoca el deseo no cumplido de la pareja por tener un hijo. Su título hace referencia al famoso cuadro del mismo título de Manet.
El 24 de septiembre de 2009, el cuadro fue robado de la casa-museo de Magritte en Bruselas poco después de su apertura. Sin embargo, 2 años más tarde, los propios ladrones devolvieron el cuadro al no ser capaces de "colocarlo" en el mercado negro.